# Chó Slovak Cuvac
Chó Cuvac Slovakia là giống chó của Slovakia, được nuôi để sử dụng làm chó bảo vệ vật nuôi. Con chó miền núi này - còn được gọi với nhiều cái tên khác nhau như Chó Slovensky Cuvac, Chó Slovak Chuvach, Chó Tatransky Cuvac và Chó Slovensky Kuvac — có liên hệ chặt chẽ với Chó Kuvasz Hungary. Tchouvatch là một từ trong tiếng Đức và tiếng Anh phản ánh cách phát âm: chew-votch. Loài này được công nhận dưới sự bảo trợ của Slovakia bởi Fédération Cynologique Internationale với tên Slovenský čuvač. Mặc dù có nhiều cái tên phiên dịch khác nhau bằng tiếng Anh, nhưng chúng chỉ đề cập đến một giống. Liên hiệp Câu lạc bộ Chăm sóc Chó Hoa Kỳ sử dụng phiên bản tiếng Anh, Slovak Cuvac.

## Ngoại hình
Chó Slovak Cuvac là một giống vật có kích thước rất lớn. Nó có một cái đầu lớn, một nửa độ lớn như được nâng lên bởi sóng mũi. Chó Slovak Cuvac có hàm răng mạnh mẽ, với một vết cắn sắc như kéo. Đôi mắt hình bầu dục tối màu và sinh động. Đôi tai dài và dựng đứng nằm ở hai bên đầu. Lông đuôi giống chó này tưa ra, và nó rủ xuống khi con chó đang nghỉ ngơi. Bộ lông hoàn toàn màu trắng và lông có thể dài tới 4 inch (10 cm).

## Chiều cao và cân nặng
Chiều cao của con đực có thể đạt đến kích thước 28 inch (70 cm), trong khi con cái có chiều cao tốt nhất chỉ có kích thước 26 inch (65 cm). Trọng lượng chó đực nằm trong khoảng từ 77 đến 99 pound và trọng lượng chó cái nhỏ nhơn, chỉ nằm trong khoảng từ 66 đến 88 pound.